# Connor Barwin
Connor Alfred Barwin (* 15. Oktober 1986 in Detroit, Michigan) ist ein ehemaliger US-amerikanischer American-Football-Spieler in der National Football League (NFL). Er spielte zuletzt als Linebacker für die New York Giants. Zuvor war er bereits bei den Houston Texans, den Philadelphia Eagles sowie den Los Angeles Rams unter Vertrag.

## Jugend und College
Barwin wurde taub geboren und musste sich als Kind einer Reihe von Operationen unterziehen, wodurch sein Gehör im Alter von 12 Jahren wiederhergestellt werden konnte.
Er besuchte die University of Cincinnati und spielte für deren Mannschaft, die Bearcats, sowohl College Football als auch Basketball. Er wurde zunächst als Tight End und in den Special Teams eingesetzt, in seiner letzten Saison auch als Defensive End.

## NFL

### Houston Texans
Beim NFL Draft 2009 wurde er in der 2. Runde als insgesamt 46. von den Houston Texans ausgewählt und kam in allen Spielen als Defensive End zum Einsatz. 2010 zog er sich im ersten Spiel eine Knöchelverletzung zu und fiel für die gesamte Saison aus. 2011 und 2012 wurde er in allen Spielen als Starting-Linebacker eingesetzt.

### Philadelphia Eagles
Am 14. März 2013 unterschrieb er bei den Philadelphia Eagles einen Sechsjahresvertrag. Auch in seinem neuen Team wurde er sofort eine Stütze der Secondary, für seine konstant guten Leistungen wurde er 2014 erstmals in den Pro Bowl berufen.

### Los Angeles Rams
Nach Auslauf seines Vertrags bei den Eagles unterschrieb Barwin am 16. März 2017 einen Einjahresvertrag bei den Los Angeles Rams, der ihm 6,5 Mio. US-Dollar einbringt. Er wurde von den Rams geholt, um deren Linebacker-Team zu unterstützen.

### New York Giants
Im März 2018 wechselte er zu den New York Giants, bei denen er einen Zweijahresvertrag über fünf Millionen US-Dollar erhielt. Ende Januar 2019 wurde er wieder entlassen.
Am 14. Oktober 2019 gab Barwin seinen Abschied vom aktiven Sport bekannt.